# Wilhelm Filchner
Wilhelm Filchner (13. září 1877, Mnichov - 7. května 1957, Curych) byl německý cestovatel a polárník, který soupeřil s Roaldem Amundsenem a Robertem Falconem Scottem o prvenství v dosažení jižního pólu.

## Život
Začínal jako cestovatel po střední Asii. V roce 1900 navštívil Pamír, v letech 1903–1905 uspořádal spolu s Albertem Tafelem výpravu do východního Tibetu.
Mezinárodní soupeření ho však přimělo obrátit svou pozornost k Antarktidě. Cílem Filchnera přitom nebylo jen dosáhnout jižního pólu a vrátit se, jako u ostatních výprav, ale pokračovat přes pól dál a přejít celou Antarktidu (a přitom zjistit, zda jde o souvislou pevninu nebo skupinu ostrovů). Vyrazil v květnu 1911 z Hamburku, a to na lodi Deutschland (šlo o přebudované norské plavidlo Bjørn). Výpravě velel Filchner, kapitánem lodi byl zkušený cestovatel Vahsel, účastník Drygalského výpravy na lodi Gauss z roku 1901. V říjnu 1911 doplula výprava k Jižní Georgii a kolem Jižních Sandwichových ostrovů vplula do Weddellova moře, které nebylo příliš zamrzlé, takže pevninu objevitelé spatřili až 30. ledna 1912 a dařilo se jim plout i dál. Teprve na 74° 44’ jižní šířky už nemohli dál a museli vstoupit na led. Místu přidělili Filchnerovo jméno (dnes Filchnerův–Ronneové ledový šelf). Filchner se dostal do sporu s Vahselem, který varoval před tím, že loď může uvíznout v ledu. Filchner si však prosadil svou a únor věnoval stavbě stanice na ledovém šelfu. V březnu se Vahselovo varování naplnilo, loď Deutschland zamrzla v ledu a 263 dní driftovala k severu. Filchner se této krizové situace rozhodl využít aspoň k tomu, aby ověřil legendu o "Novém Grónsku", tedy zemi, jejíž existenci vybájil roku 1823 americký velrybář Morell. Se psím spřežením a dvěma spolupracovníky se vydal k jihozápadu, ale bájnou zemi nenašel. Navrátil se k lodi a zjistil, že situace výpravy je kritická. Vahsel dokonce zemřel. Až na konci listopadu 1912 led propustil jejich loď. Další postup k Antarktidě nepřipadal v úvahu, v prosinci se vyčerpaná výprava vrátila k Jižní Georgii. Zde se dozvěděla, že Amundsen již pól dobyl a Scott zahynul. I když se poté Filchner pokoušel sehnat prostředky na další výpravu, zájem politiků o Antarktidu již opadl a k cestě nedošlo.
Ve 20. letech se Filchner vrátil do střední Asie. Cestoval z Taškentu, přes Alma-Atu, pohoří Ťan-šan až do Tibetu. Provedl významná geomagnetická měření. V roce 1928 jeho cesta skončila v Kašmíru. V letech 1934–1938 uspořádal další asijskou expedici. Tentokrát přivezl nejvíce vědeckých poznatků z Cajdamské prolákliny. Výprava opět prošla Tibet a končila v Kašmíru.
Od roku 1939 působil trvale v Nepálu. Do válečné Evropy se mu nechtělo. Žil v Asii až do roku 1951. Také v Nepálu provedl řadu geografických zkoumání.